# Застава Камеруна
Застава Камеруна је у садашњем облику усвојена 20. маја 1975. Претходна застава је имала две звезде уместо једне.
Застава је тробојка на којој су панафричке боје, а сматра се да је шема тробојке усвојена од Француске. Пруга у центру означава јединство, црвена боја је боја јединства а звезда је звезда јединства. Жута означава саване и сунце, а зелена шуме у јужном делу Камеруна.